# یواس‌اس بابولکین (ای‌ام-۲۰)
یواس‌اس بابولکین (ای‌ام-۲۰) (به انگلیسی: USS Bobolink (AM-20)) یک کشتی بود که طول آن ۱۸۷ فوت ۱۰ اینچ (۵۷٫۲۵ متر) بود. این کشتی در سال ۱۹۱۸ ساخته شد.